# Alejandro Gallar
Alejandro "Álex" Gallar Falguera (ur. 19 marca 1992 w Terrassie) – hiszpański piłkarz występujący na pozycji pomocnika w Huesce.